# Serve the Servants
«Serve the Servants» es una canción del grupo musical de grunge Nirvana. Es la primera canción del álbum de estudio de 1993 titulado In Utero. La letra habla de temas como el divorcio de los padres del cantante y guitarrista Kurt Cobain, el trato negativo dado por los medios a su esposa Courtney Love y su problemática relación con su padre (temática que también fue explorada en la canción «Even in His Youth»). Cobain además hace referencia a la fama del grupo (que se debió en buena parte al éxito del segundo álbum del grupo Nevermind y de su primer sencillo «Smells Like Teen Spirit») en las primeras dos líneas, "Teenage angst has paid off well / Now I'm bored and old" ("La angustia adolescente ha dado sus frutos / ahora (ya) soy viejo y estoy aburrido"). 
Una demo acústica parcial de la canción aparece en el box set de 2004 With the Lights Out.

## Curiosidades
Exactamente a los 2:40 segundos se escucha como Kurt Cobain tose y escupe, acto que nunca fue editado, por lo que se puede escuchar en el disco.